# August Matons i Colomer
August Matons i Colomer, (Buenos Aires, Argentina, 1890-Barcelona, Catalunya, 1964) fou un enginyer agrònom  i assagista català.
Va néixer a l'Argentina, de pares catalans. Va estudiar a la Universitat de Pisa i esdevingué cap del Servei d'Abres fuiters de la Mancomunitat de Catalunya en la qualitat del qual va publicar fullets divulgadors sobre diferents temes i ser director de la revista Agricultura. Va publicar un diccionari d'agricultura i va ser coautor d'un diccionari de zoologia. Postumament es va publicar el seu assaig Psicoanàlisi del català. Després de la Guerra Civil Espanyola va ser expulsat per la Falange Española Tradicionalista y de las JONS del Comitè de la Seda.
De 1928 a 1930 va ser bibliotecari de l'Ateneu Barcelonès. Durant la república va participar en el moviment catalanista i republicà, el 1932 com a candiat a la llista a la Concentració Catalanista Republicana i el 1934 a l'Acció Catalana Republicana per a la circumscripció Barcelona-ciutat, sense obtenir escó. Era secretari de la Cambra oficial de Llibre de Barcelona i el 1939 va esdevenir delegat de l'Instituto Nacional del Libro Español (INLE).
El 1968, la seva vídua va donar la seva biblioteca a la Biblioteca de Catalunya. Només cinc-cents volums va poder recuperar després que li la van prendre la major part durant la guerra civil. A partir de 1940 va tornar a formar una biblioteca de més de 12.000 volums. Als anys 1950, com a delegat de l'Instituto Nacional del Libro (INLE) rebia llibres prohibits per la censura, que va enviar a la llavors Biblioteca Central amb la indicació que els guardessin amb els llibres «reservats». Així van entrar obres d'autors com Thomas Mann, Max Aub, Bernard Shaw, Aldous Huxley i André Gide. No eren llibres bibliòfils, però obres de pensadors europeus que la biblioteca no podia comprar, on no volia comprar, perquè no eren en l'esperit del temps a l'Espanya de la dictadura franquista.

## Unes obres
- Psicoanàlisi del català (1971 (pòstum), Barcelona, Destino
- El Corc de les pomes i de les prunes. Volum 4 de Publicacions divulgadores dels Serveis Tècnics d'Agricultura.  Barcelona: Mancomunitat de Catalunya, 192?, p. 11.
- Per a un inventari complet de les seves publicacions vegeu: Matons, August 1890-1964